# Humphrey Bladimile Reeder
Humphrey Bladimile Reeder (Paramaribo, 14 juni 1923 – Paramaribo, 23 september 1987) was een Surinaamse ingenieur en bestuurder.
Reeder was de eerste Surinamer die toetrad tot de Raad van Commissarissen van de bauxiet- en aluinaardeproducent Surinaamse Bauxietmaatschappij Suralco, een dochteronderneming van Alcoa World Alumina and Chemicals (AWAC), in de tijd dat het Surinaamse aandeel in de wereldwijde bauxietproductie meer dan 25% bedroeg. Hoge functies als deze waren tot dan toe voorbehouden aan de stafleden uit de VS of Nederland. Eerder was hij ook de eerste Surinamer in de positie van manager van de Paranam-fabriek van Suralco.

## Biografie
Als 17-jarige vertrok Reeder aan het begin van de Tweede Wereldoorlog naar Aruba waar hij deel ging uitmaken van het Surinaamse kaderpersoneel van Esso. Vanuit Aruba vertrok hij naar Amsterdam waar hij in 1951 de MTS afrondde en aan de HTS afstudeerde in de weg- en waterbouwkunde (civiele techniek). Aansluitend gaf hij in Aruba leiding aan de tekenkamer van de Lago Oil & Transport Co. Ltd.’s Field Engineer’s Office.
Hij keerde naar Suriname terug om er op 1 februari 1953 in dienst te treden van de Suralco, als bouwopzichter in Moengo. Daar gebruikte men zijn kennis en kunde om het lokale wegennet van de verschillende districten te verenigen in de centrale Oost-Westverbindingsweg, die loopt van de oostgrens van Suriname naar die in het westen.
In 1956 formuleerde Suralco mede met zijn hulp de plannen voor hun mogelijke deelname aan het Brokopondoproject, dat ook de bouw van de waterkrachtcentrale Afobakadam omvatte, alsmede de raffinaderij (voor het omzetten van bauxiet in aluminiumoxide), aluminiumfabriek (voor het omzetten van aluminiumoxide in aluminium staven) en mijnstad van Paranam en de verbindingswegen.
Na enkele jaren te hebben gefungeerd als Administrative Manager van Paranam zond het hoofdkantoor van Alcoa Pittsburg hem als kwartiermaker uit naar het Afrikaanse Guinee voor het nieuwe Alcoa-bedrijf aldaar. Vervolgens werd hij vanaf 1968 in Suriname verantwoordelijk voor de Overall Mining en Ore Processing van Suralco; in 1972 werd hij hier manager. In 1 juli 1974 werd hij manager de aluminiumverwerkingsfabriek op Paranam en lid van de Raad van Commissarissen van Suralco.
Toen in 1979 de Surinaamse overheid, en de bauxietmaatschappijen Billiton Maatschappij Suriname en Suralco besloten tot een haalbaarheidsstudie voor ontwikkeling van West-Suriname voor mijnbouwactiviteiten, werd hiervoor de deskundigheid van Reeder ingeschakeld. Als Executive Secretary leverde hij een belangrijke bijdrage aan de planvorming en -ontwikkeling voor de eerste projecten op het gebied van waterbeheersing en hydro-elektrische energie in West-Suriname. Met name gaat het om het Jaikreek–Phedra-project (energieproductie door middel van turbines) en het Avanavero –Kabalebo project (waterkracht- en aluminiumproductie).
Reeder was lid van de Rotary Club Paramaribo, onderdeel van Rotary International. Zijn sociale betrokkenheid uitte zich middels zowel persoonlijke inzet als financiële bijdragen aan liefdadigheidswerk. Hij is de geestelijke vader van de maandelijkse donatie die de werknemers van de Suralco uit inhoudingen op hun loon mogelijk maakten voor de mytylschool in Suriname.
In zijn jeugd was hij een fervent voetballer. Kroon op zijn toewijding aan het voetbal en de club was zijn voorzitterschap van de Surinaamse voetbalclub SV Robinhood.
Rond 1968 nam Reeder een zeer verwaarloosde cacao- en koffieplantage op Domburg over die hij na deze te hebben herbeplant en opgebouwd weer verkocht.